# タリア・グラディス
タリア・グラディス（Talia Gladys）は、テレビアニメ『機動戦士ガンダムSEED DESTINY』に登場する架空の人物。
担当声優は小山茉美。

## プロフィール
- 人種：コーディネイター
- 生年月日：C.E.44年4月8日
- 年齢：29歳
- 血液型：A型
- 身長：170cm
- 体重：52kg
- 髪色：金褐色
- 瞳：水色

## 人物
既婚者で一男の母。ザフト軍の士官で、戦後の就航第一号として建造された戦艦ミネルバの艦長を務める（アニメで確認されている軍服は白だが、ジュール隊隊長イザーク・ジュールや『SEED』に登場していたクルーゼ隊隊長ラウ・ル・クルーゼらが着用している隊長服の白とは違っている）。戦局に応じた判断力に優れ、クルーからの信頼は厚い。シン・アスカ、レイ・ザ・バレル、ルナマリア・ホークをはじめとしたパイロットたちをまとめ上げている。
プラント最高評議会議長のギルバート・デュランダルとは元恋仲であるが、第三世代を生み出せない遺伝子不適合ゆえに婚姻を認められなかったうえ、自身も子供を授かりたかった思いから別の男性と結婚し、子供を作ることとなった。しかし、デュランダルとの肉体関係は今でも続いている。
漫画版では、中立国であるオーブに移住することを提案していたが、プラントを選んだデュランダルによって拒否されている。
『DESTINY』の小説版では、タリアがミネルバの艦長に就任したことについて、一部から色仕掛けをしたと陰口を言われている。また、その噂の度合いは、自身も地球にまで届いているのかと思うほどであった。オーブ連合首長国への入港時には機動戦士ガンダムSEED DESTINYの登場人物#ウナト・エマ・セイランのことを「大ダヌキ」と称し、カガリ・ユラ・アスハとは正反対にまったく信用していなかった。この時、アスラン・ザラとカガリの関係について、元プラント最高評議会議長パトリック・ザラの息子とオーブ代表首長のロマンスは複雑すぎるととらえていた。

## 経歴
C.E.73年に建造された新造戦艦ミネルバの進水式に向け、艦長としてアーモリーワンに滞在していたが、地球連合軍のファントムペインによる新型MS強奪事件に遭遇し、コロニー内部は戦闘状態となる。
コロニー外壁を破壊して逃走するファントムペインを追撃したインパルスを追うように、成り行きで乗艦していたプラント代表ギルバート・デュランダル、オーブ連合首長国代表カガリ・ユラ・アスハとその護衛アレックス・ディノと称して同行していたアスラン・ザラを艦に乗せたまま、タリアはミネルバを緊急発進させて追撃を開始する。ファントムペインの母艦であるガーティ・ルーを追撃するも、ネオ・ロアノークの作戦行動やエクステンデッドのMSの戦闘力によってミネルバは苦境に陥るが、アスランの助言もあり、持ち前の決断力によって脱することに成功した。しかし、艦の被害も大きく、ガーティ・ルーの逃走は許してしまう結果となる。
旧ザラ派残党によるユニウスセブン落下事件に際し、デュランダルを友軍艦へ移送した後には地球への降下を行いつつ艦首砲による粉砕作業を指示する。この時にジュール隊が指揮する破砕工作班の作業支援として出撃していたシンのインパルス、アスランのザクウォーリアが所在不明の未に帰還となり、艦首砲の巻き添えとなる恐れがあったものの、地球への被害拡大阻止を優先し、苦衷の表情で発射を命じた。
大気圏降下中にインパルスやザクウォーリアを回収した後、アーモリーワンの混乱によって乗艦することになったカガリやアスランを送り届けるため、オーブへ向かう。オーブではカガリの厚意によって補修および補給が行なわれ、この時にモルゲンレーテ社造船課B所属のマリア・ベルネスと称するマリュー・ラミアスと邂逅を果たす。
オーブを出航した後、地球連合軍との戦闘を経てカーペンタリア基地へ到着する。FAITHに任命されたアスランがデュランダルの命を受けてミネルバに合流すると共に、タリア自身もFAITHに任命される。この頃から、タリアはデュランダルの意図を理解しかねて疑問視する傾向になり始める。
その後、ガルナハン、マルマラ海、クレタ沖の戦闘を経て、ミネルバはジブラルタル基地へ向かう。オーブが地球連合軍として参戦した時と同じくして、アークエンジェルが戦闘へ介入してきた際には、先の大戦の英雄的人物にして同じく女性艦長であるマリューに尊敬にも近い念を持っていたが、艦やパイロットに人的被害が発生していたため、苦悩しながらもアークエンジェルを攻撃するよう命令を下した。
アークエンジェル追撃戦において、シンがフリーダムを撃墜してヘブンズベース攻防戦での功績から議長権限にてレイ・ザ・バレルと共にFAITHに任命されたことや、同時期にロゴス討伐の命令がデュランダルより下ったこと、そしてアスランがメイリン・ホークと共にグフイグナイテッドで軍を脱走し、レイと共に追撃に向かったシンに撃墜されたことなど、タリアの身辺でデュランダルが仕向けた事件が多数発生していくにともなって彼への疑念を深めていくが、その真意を問いただせず沈鬱な想いで過ごす日々が多くなる。
やがて、ロード・ジブリールの討伐という大義名分の裏にオーブを排除するという目論見がデュランダルにあったことを見抜くが、オーブには悪い感情は持っていなかった。小説版では、それまでに身辺で起きた事件はデュランダルが裏で手を回していることに対するささやかな反抗だとしている。
ヘブンズベースから逃亡したジブリールを追ってオーブへ転進し、彼の身柄の引き渡しを拒まれたために開戦となり、アークエンジェルとの再戦ではマリューとの激戦を経て痛み分けに終わる。ジブリールがオーブからシャトルで脱出したことにより、今回の作戦はオーブ討伐ではなくジブリールの生死を問わない身柄確保であるとして、タリアはザフト軍に戦闘停止の命令を出し、撤退する。
ジブリールを追って宇宙に上がり、ダイダロス攻防戦において、地球連合軍の月面ダイダロス基地に建造されたレクイエムによってプラント本国が攻撃されると、ダイダロス基地攻略の強襲作戦を指揮し、シンたちMS部隊の活躍もあってダイダロス基地の制圧に成功する。その後、デュランダルによって全世界へデスティニープランが発表されると、その内容や、反抗の動きを見せた大西洋連邦の月面アルザッヘル基地へのレクイエムによる攻撃を含めたデュランダルの方針に戦慄する。
メサイア攻防戦において、アークエンジェルやエターナルによるレクイエムおよびメサイアへの攻略に対してミネルバは防衛にあたるが、アークエンジェルとの交戦で損傷したうえにインフィニットジャスティスのファトゥム-01によってメインスラスターを破壊され、月面に不時着する。タリアは戦闘不能となったミネルバから総員に退艦を命じた後、副長のアーサー・トラインにクルーたちのことを頼み、単身メサイアへ向かう（『コミックボンボン版』ではデュランダルの所へ向かう描写は無い）。
タリアが駆けつけた時にはキラ・ヤマトがデュランダルに銃口を向けて対峙しており、その場にはレイもたどり着いていたが、明日への信念を貫こうとするキラの言葉に心を動かされ、デュランダルを撃つ。タリアは瀕死となったデュランダルを介抱しながら、自身には男児がいることやマリューへの伝言をキラに言い残すと、泣き崩れるレイを母のように微笑みながら優しく抱きしめる。身を寄せ合うタリア、デュランダル、レイの姿は、崩壊していくメサイアの爆炎の中に消えていった。